# Beyond the Black
I Beyond the Black sono un gruppo musicale symphonic metal tedesco, formatosi nel 2014 a Mannheim.

## Storia del gruppo
Il gruppo si è formato nel 2014 a Mannhein, in Germania. La prima apparizione ufficiale del gruppo è stata al Wacken Open Air 2014 al fianco dei Saxon e degli Hell.
Il 13 febbraio 2015 il gruppo ha pubblicato l'album di debutto Songs of Love and Death, che ha raggiunto la 12ª posizione in Germania e la 21ª in Austria.
Il 12 febbraio 2016 il gruppo ha pubblicato il secondo album in studio Lost in Forever.
Il 15 luglio 2016, Jennifer Haben ha annunciato che il gruppo era alla ricerca di nuovi membri in quanto gli altri musicisti avevano deciso di prendere strade differenti.

## Formazione
- Jennifer Haben – voce (2014-presente)
- Chris Hermsdörfer – chitarra, cori (2016-presente)
- Tobi Lodes – chitarra, cori (2016-presente)
- Kai Tschierschky – batteria (2016-presente)

Ex componenti
- Nils Lesser – chitarra (2014-2016)
- Christopher Hummels – chitarra, cori (2014-2016)
- Erwin Schmidt – basso (2014-2016)
- Michael Hauser – tastiera (2014-2016)
- Tobias Derer – batteria (2014-2016)
- Jonas Roßner – tastiera, cori (2016-2018)
- Stefan Herkenhoff – basso (2016-2021)

## Discografia

### Album in studio
- 2015 – Songs of Love and Death
- 2016 – Lost in Forever
- 2018 – Heart of the Hurricane
- 2020 – Hørizøns
- 2023 – Beyond the Black

### Singoli
- 2018 – Heart of the Hurricane
- 2018 – The Wound So Deep
- 2020 – Misery

## Videografia

### Video musicali
- 2015 – In the Shadows
- 2016 – Lost in Forever
- 2017 – Night Will Fade
- 2017 – Forget My Name
- 2018 – Million Lightyears
- 2018 – Breeze
- 2019 – Through the Mirror
- 2020 – Misery
- 2023 – Free Me